# 德弗雷根谷地霍普夫加滕
德弗雷根谷地霍普夫加滕是奥地利蒂罗尔州利恩茨县的一个市镇。总面积73.17平方公里，总人口783人，人口密度10.7人/平方公里（2005年）。